# Gynnidomorpha definita
Gynnidomorpha definita es una especie de polilla tortrícida perteneciente a la tribu Cochylini, de la subfamilia Tortricinae, orden Lepidoptera.
Fue descrita científicamente por el entomólogo británico Edward Meyrick en 1928. Aparece registrada y publicada en una sección de Exotic Microlepid, 3, 438 de 1928.

## Distribución
Se distribuye por Asia, en India, en la ciudad de Shillong.